# Guardavalle

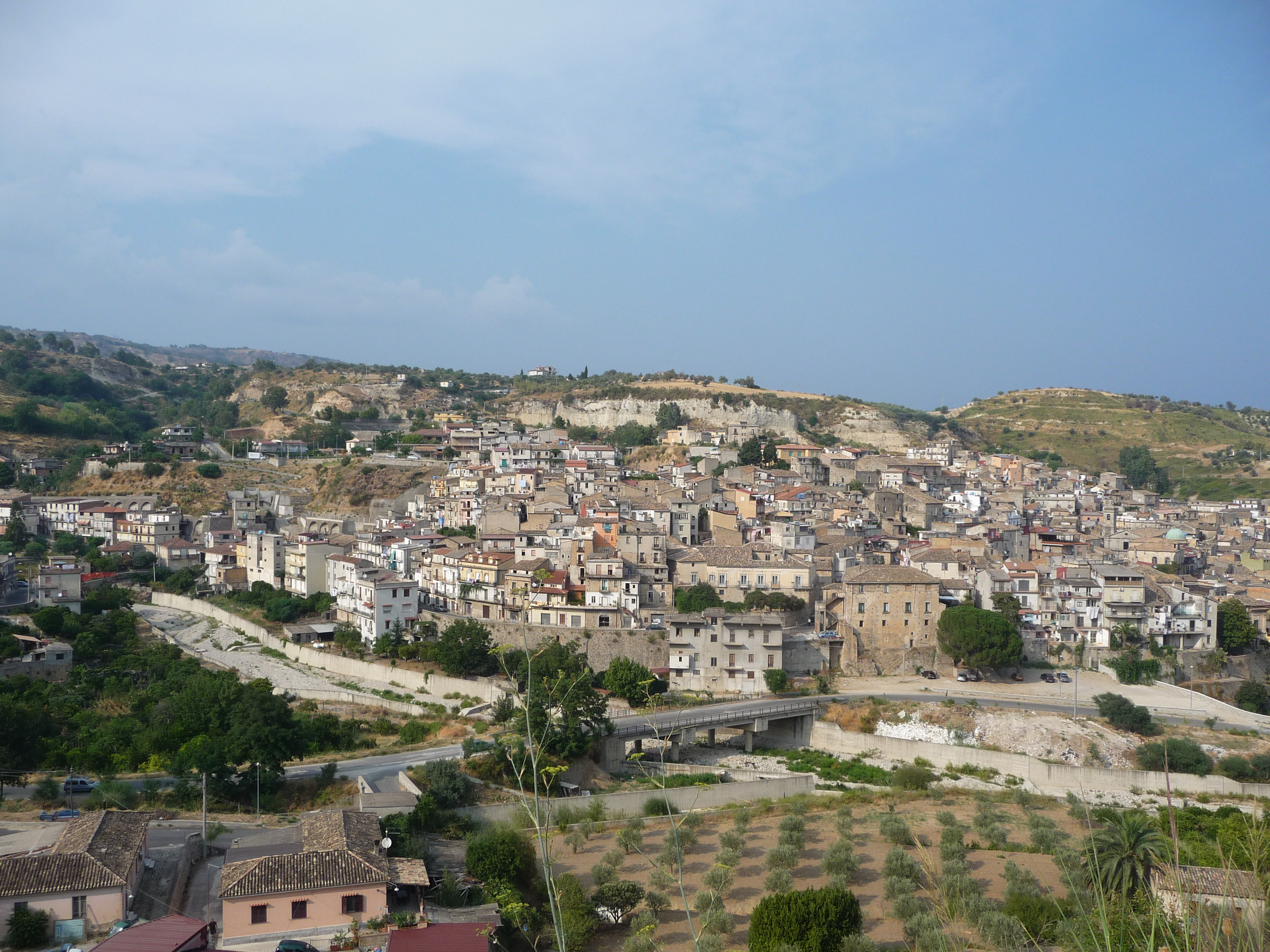
Guardavalle

Guardavalle ist eine italienische Stadt in der Provinz Catanzaro in Kalabrien mit 4118 Einwohnern (Stand 31. Dezember 2023).

## Lage und Daten
Guardavalle liegt 64 km südlich von Catanzaro am Osthang der Serre unweit der Küste des Ionischen Meeres. Die Nachbargemeinden sind Bivongi (RC), Brognaturo (VV), Monasterace (RC), Santa Caterina dello Ionio, Stilo (RC).

## Geschichte
Guardavalle wurde wahrscheinlich im 9. Jahrhundert durch vor den Angriffen der Sarazenen auf umliegende Anhöhen Geflüchtete gegründet. Es gehörte dann zum Lehen von Stilo und teilte dessen Schicksale. Im Laufe der Jahrhunderte unterstand es bis zu seiner Eingliederung in das Königreich Italien (1860) nacheinander den Normannen, den Hohenstaufen, dem Geschlecht der Anjou, den Aragonesen, den Spaniern und den Bourbonen. 1799 wurde der Ort durch den General Jean-Étienne Championnet zur autonomen Gemeinde erklärt.

## Sehenswürdigkeiten
Sehenswert ist der Toskanische Turm, Teil einer befestigten Wohnanlage aus dem 16. Jahrhundert. Viele Häuser weisen Barockelemente auf. In der Kirche S. Agazio befindet sich ein Holzkruzifix aus dem 17. Jahrhundert.